# Сергиевка (Первомайский район)
Се́ргиевка — село в Первомайском районе Оренбургской области. Административный центр Сергиевского сельсовета.

## География
Село находится на расстоянии примерно 18 км (по прямой) на восток-северо-восток от посёлка Первомайский, административного центра района.

## История
Село основано в 1852 году. Своё название новое поселение получило в честь старца Сергия, который в 1752 году основал в этих местах широко известный впоследствии скит, названный Сергиевским. Или же поименовано по монастырю. Монастырь существовал до 1866 года. В советское время работали коммуна имени Чапаева, колхоз «1-й Октябрь», сельхозартель имени Московского гарнизона.

## Население
| 2010 |
| ---- |
| 567  |

### Национальный состав
Согласно результатам переписи 2002 года, в национальной структуре населения русские составляли 82 % из 670 чел.

## Известные уроженцы
- Каракулев, Владимир Васильевич (1951—2015) — советский и российский учёный. Доктор сельскохозяйственных наук.